# Tim Sweeney (Eishockeyspieler)
Timothy Paul „Tim“ Sweeney (* 12. April 1967 in Boston, Massachusetts) ist ein ehemaliger US-amerikanischer Eishockeyspieler und -scout, der im Verlauf seiner aktiven Karriere zwischen 1985 und 1998 unter anderem 295 Spiele für die Calgary Flames, Boston Bruins, Mighty Ducks of Anaheim und New York Rangers in der National Hockey League (NHL) auf der Position des linken Flügelstürmers bestritten hat.

## Karriere
Tim Sweeney begann seine aktive Laufbahn bei den Madison Capitols in der United States Hockey League (USHL), für die er von 1982 bis 1983 aktiv war. Anschließend ging er auf die Weymouth High School in Weymouth im Bundesstaat Massachusetts, und für deren Eishockeymannschaft, die Weymouth-North Maroons, aufs Eis. Im Sommer 1985 begann Sweeney ein Studium am Boston College und spielte Eishockey im Team der Boston College Eagles in der Hockey East, einer Division im Spielbetrieb der National Collegiate Athletic Association (NCAA). Während dieser Zeit wurde er beim NHL Entry Draft 1985 in der sechsten Runde an insgesamt 122. Position von den Calgary Flames aus der National Hockey League (NHL) ausgewählt. 
In der Saison 1989/90 ging Sweeney für Calgarys Farmteam Salt Lake Golden Eagles in der International Hockey League (IHL) aufs Eis und zählte dort sogleich zu den besten Scorern der Liga, als er in 81 Partien der regulären Saison insgesamt 97 Scorerpunkte erzielte und somit den sechsten Platz in der Punktewertung der IHL belegte. Für diese Leistungen wurde Sweeney mit der Ken McKenzie Trophy als bester US-amerikanischer Rookie ausgezeichnet. Der beste Scorer in jener Spielzeit war Michel Mongeau, der 117 Punkte erzielte. Der Offensivakteur verbrachte die darauffolgende Spielzeit größtenteils bei den Calgary Flames in der NHL, stand jedoch auch für einige Partien für die Salt Lake Golden Eagles im Einsatz. In der Saison 1990/91 absolvierte der Angreifer 42 NHL-Spiele für die Flames und erzielte 16 Punkte. Nachdem er auch in der folgenden Saison in Calgary im Einsatz gestanden hatte, wurde sein Vertrag zum Saisonende nicht verlängert. Am 16. September 1992 unterzeichnete er als Free Agent bei den Boston Bruins. Den Großteil der folgenden Saison war er für deren Kooperationspartner, die Providence Bruins, in der American Hockey League (AHL) aktiv und erzielte in insgesamt 63 Partien 100 Punkte für die Providence Bruins.
Am 24. Juni 1993 wurde der US-Amerikaner beim NHL Expansion Draft 1993 von den neu gegründeten Mighty Ducks of Anaheim ausgewählt. In der Saison 1993/94 absolvierte Sweeney seine beste Spielzeit in der NHL, als er in 78 Partien 43 Punkte für die Kalifornier erzielte. In der darauffolgenden Saison verlor er jedoch seinen Stammplatz in Anaheim und erhielt keine Vertragsverlängerung angeboten. Am 9. August 1995 unterzeichnete er – erneut als Free Agent – bei den Boston Bruins und spielte in den folgenden zwei Jahren sowohl für deren Mannschaft in der NHL als auch für das Farmteam, die Providence Bruins, in der AHL. Nachdem sein Vertrag abermals nicht verlängert worden war, schloss er sich im September 1997 den New York Rangers an. In der Saison 1997/98 gelang Sweeney eine solide Spielzeit mit 29 Scorerpunkten in 56 Partien für die Rangers. Zum Saisonende wurde sein Vertrag abermals nicht verlängert und er unterzeichnete am 3. Oktober 1998 bei den Providence Bruins. Nach lediglich zwei Partien erklärte der Angreifer acht Tage später seine aktive Laufbahn im Alter von 31 Jahren vorzeitig für beendet. Anschließend war er zwischen 2001 und 2005 als Scout bei den Minnesota Wild in der NHL tätig.

### International
Sweeney nahm mit den Vereinigten Staaten an der Weltmeisterschaft 1994 teil. Außerdem vertrat er sein Heimatland bei den Olympischen Winterspielen 1992 im französischen Albertville.

## Erfolge und Auszeichnungen
| - 1987 Hockey-East-Meisterschaft mit dem Boston College - 1989 Hockey East First All-Star Team - 1989 NCAA East Second All-American Team - 1990 Ken McKenzie Trophy | - 1990 IHL Second All-Star Team - 1993 AHL Second All-Star Team - 1996 Teilnahme am AHL All-Star Classic |

## Karrierestatistik

### International
Vertrat die USA bei:
- Olympischen Winterspielen 1992
- Weltmeisterschaft 1994

(Legende zur Spielerstatistik: Sp oder GP = absolvierte Spiele; T oder G = erzielte Tore; V oder A = erzielte Assists; Pkt oder Pts = erzielte Scorerpunkte; SM oder PIM = erhaltene Strafminuten; +/− = Plus/Minus-Bilanz; PP = erzielte Überzahltore; SH = erzielte Unterzahltore; GW = erzielte Siegtore; 1 Play-downs/Relegation; Kursiv: Statistik nicht vollständig)